# Casa del Genio

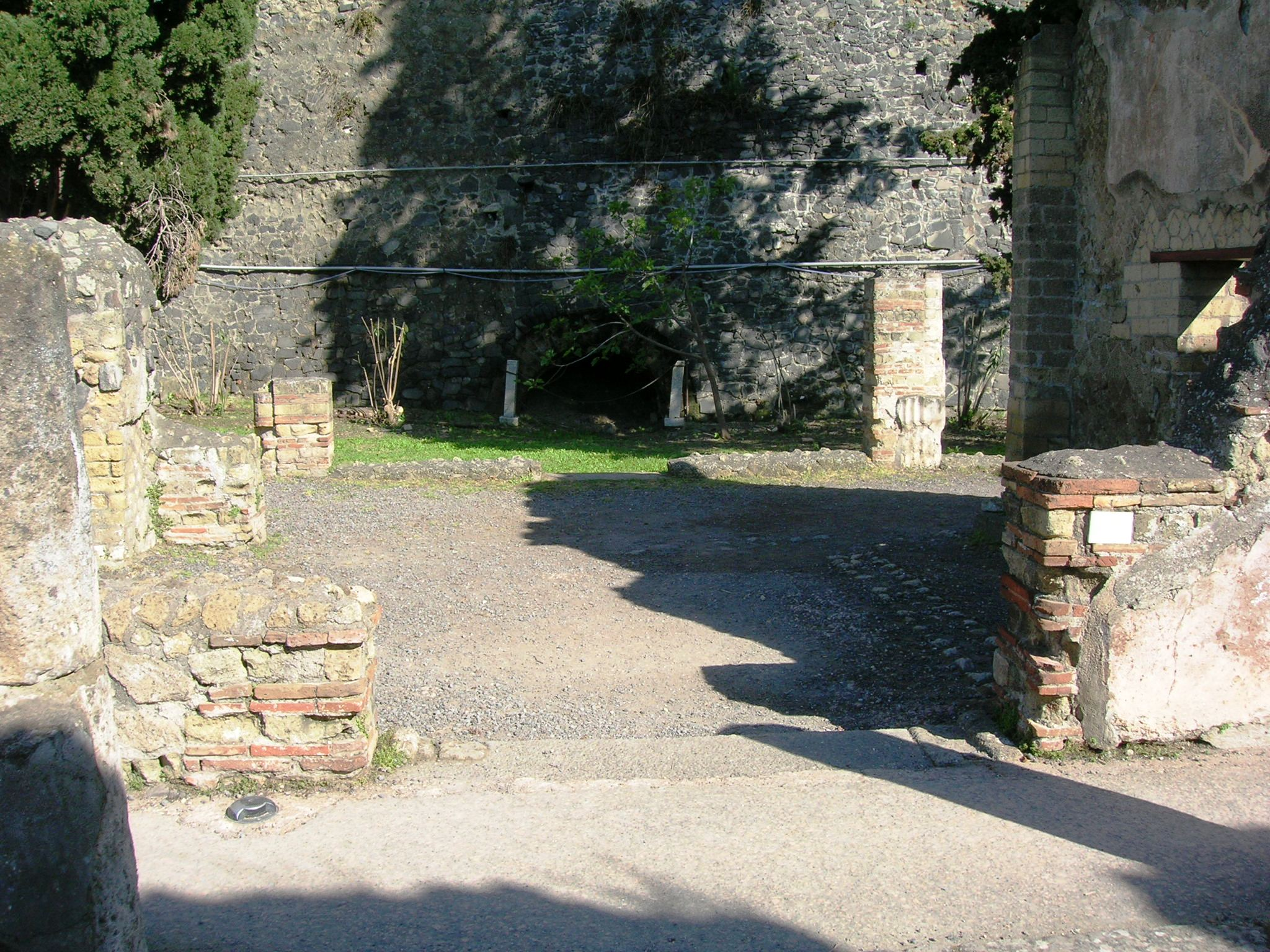
Il peristilio

La casa del Genio è una casa di epoca romana, sepolta durante l'eruzione del Vesuvio del 79 e riportata alla luce a seguito degli scavi archeologici dell'antica Ercolano.

## Storia e descrizione
La casa del Genio risentì dello stesso destino dell'intera città di Ercolano, ossia coperta da uno strato di fango, a seguito delle colate piroclastiche durante l'eruzione vesuviana nel 79, poi solidificatosi in tufo; l'abitazione venne riportata alla luce, grazie a scavi a cielo aperto tra il 1828 ed il 1850, risultando uno dei primi edifici di Ercolano ad usufruire di tale tecnica di scavo: tuttavia buona parte di essa resta ancora sepolta.
L'ingresso principale, ancora da scavare, è posto lungo il cardo II, e l'accesso avviene da un ingresso secondario sul cardo III: il nome della casa del Genio deriva dal ritrovamento di una statuetta di un Genio, facente parte di un candelabro in marmo. Degli ambienti riportati alla luce, si nota il peristilio, con pavimento in parte a mosaico in parte in cocciopesto, con al centro una fontana rivestita in marmo e resti di intonaco nell'angolo sud est; le poche camere sul lato est del peristilio non presentano alcun elemento decorativo.